# 알레한드로 소사
알레한드로 (Alejandro) " 알렉스 (Alex)" 소사 (Sosa)는 1983년 개봉한 미국의 범죄 영화 스카페이스 (1983년 영화)와 2006년 비디오 게임 《Scarface: The World Is Yours》의 주인공이다. 그는 볼리비아의 마약왕이자 그의 사업 파트너인 토니 몬타나에게 코카인을 공급하는 최고 공급자이다. 소사가 배신당했을 때 비로소 토니 몬타나와의 인연은 끝이 났다. 이 영화에서 소사는 폴 셰나르가 연기한다. 그는 볼리비아의 마약왕 로베르토 수아레스 고메스에 기반을 두고 있다.

## 개요

### 영화스카페이스 (Scarface)(1983)
영화에서 알레한드로 소사는 부유한 집안 출신으로 영국에서 교육을 받았으며 현재 안데스 지역을 가로지르는 제국의 사업 두뇌와 마약의 지배자로 묘사된다. 그는 엄청나게 부유하고 라틴 아메리카와 미국에서 광범위한 정치적, 범죄적 연줄을 가지고 있다.
프랭크 로페즈 (로버트 로지아 역)는 토니 몬타나, 오마르 수아레즈를 보내 매달 일정량의 코카인을 구매하도록 보장해달라는 소사와 마약 거래를 한다. 몇 가지 문제가 있은 후 몬태나 주는 소사에게 위험을 분담하는 것에 대해 로페즈와 이야기하기로 약속한다. 소사가 수아레즈가 이전에 경찰 정보원이었다는 것을 알게 되었을 때, 수아레스는 소사의 심복들에게 구타를 당하고 헬리콥터에 목을 매 죽는데, 토니는 이를 목격한다. 소사는 오마르가 로페즈를 속이는 것은 "누구에게도 일어날 수 있는 일"이라는 것에 동의하면서, 그의 정직함과 솔직한 태도로 인해 토니를 존경한다. 로페즈는 오마르가 "스툴리"였다는 것을 믿지 않고 심지어 토니에게 뭔가 다른 의도가 있다고 의심한다. 로페즈와 토니는 말다툼 끝에 헤어지고, 토니는 로페즈의 여자친구 엘비라 핸콕에게 청혼한다. 로페즈는 엘비라에 대한 토니의 열망을 알게 되자, 그를 죽이기 위해 두 명의 히트맨을 보낸다. 그 계획은 역효과를 내고 토니는 두 명의 살인범을 죽인다. 토니는 로페즈에게 가서 그의 오른팔 매니에게 로페즈와 부패한 경찰 형사를 죽이라고 시켰다. 로페즈는 토니를 죽이기 위해 살인범들을 고용했다고 자백한다. 토니는 마이애미의 마약왕이 되고 한동안 소사와 함께 사업적으로 번영하는 시기를 즐긴다.
토니 몬타나가 탈세로 체포되었을 때, 소사는 몬태나가 감옥에 가는 것을 막기 위해 그의 정부 연락처를 사용하겠다고 제안한다. 그 대가로 몬타나 주는 소사의 불법적인 활동을 폭로하겠다고 협박하는 기자를 암살할 예정이다. 몬타나는 소사의 심복 알베르토 "더 섀도우"와 함께 뉴욕시로 향하며, 기자의 차에서 폭탄을 터트릴 계획이다. 하지만, 이 기자는 뜻밖에도 그의 아내와 아이들을 동반하고 있어 몬태나 주가 이 사건을 취소하게 만들었다. 섀도우는 거부하며 폭탄을 터뜨려 몬타나가 섀도우의 머리를 쏘게 만든다. 나중에 몬타나가 그의 집에 도착했을 때, 소사는 화가 나 그에게 전화를 걸어 사건에 대해 묻는다. 몬타나는 그를 화나게 했고, 이에 격분한 소사는 그를 죽이기 위해 그의 암살자들을 몬타나의 집으로 보낸다. 몬태나는 소사의 개인 히트맨 "더 스컬"이 뒤에서 몰래 다가와 쌍통 엽총으로 몬태나의 등을 쏘고, 그 위에 상징적인 "The World Is Yours"라는 지구본 표지판이 있는 분수에 떨어지게 만들면서 결국 그 공격으로 죽는다.

### 스카페이스: 더 월드 이즈 유얼스 (The World Is Yours)(2006)
2006년 액션 어드벤처 비디오 게임 스카페이스: 더 월드 이즈 유얼스 (Scarface: The World is Yours)에서는 영화 치료의 결말은 토니가 경찰이 나타나기 전에 탈출한 소사의 부하들과의 클라이맥스 전투에서 승리했다는 것을 증명하기 위해 변경되었다. 토니는 코카인을 끊고 게임은 토니가 자신의 오래된 마약 제국을 그의 옛 마약의 잿더미 위에 재건하고 소사에게 복수를 하도록 하는 노력에 초점을 맞춘다.
소사는 토니가 마이애미 전역을 장악하고 그들을 쫓고 있다는 사실에 대해 가스파 고메즈와 조지 셰필드와 회의를 가진 마지막 임무에서 모습을 드러내지 않는다. 몬타나는 고메즈와 셰필드를 죽이고 볼리비아에 있는 그의 저택에서 소사의 부하들을 소탕한 후 거실에서 소사와 대치한다. 소사는 몬타나에게 자신을 배신하지 말라고 경고했지만, 몬타나는 그를 배신했다. 소사는 그들의 사업에서 때때로 아이들을 죽여야 하며, 특히 "영웅들은 60분에 나가지 않는다"고 말하며, 전국 TV에서 자신과 그의 많은 동료들을 마약 밀매자로 지목했다. 몬타나는 소사를 AK-47로 30발 쏘면서 처형하고, 총탄 투성이의 시체를 소파에 눕힌다. 토니 몬타나(Tony Montana)는 플로리다주 마이애미로 돌아가 도시의 마약 거래, 소사의 암살, 소사의 마약 제국의 파괴를 축하한다.

## 수신, 영향 및 유산
The Day는 셰나르가 이 인물을 "영광스럽고 세련된 미끼의 일종"으로 묘사했다고 썼다. 콤플렉스는 영화 역사상 최고의 악당 50인 목록에서 소사를 27위로 선정했다. 래퍼 핏불은 2014년 "나는 소사가 되고 싶었다. – 그는 교육받고, 잘생기고, 옷을 잘 입는 사람"이라고 말했다. 우탱클랜 소속 래퍼
랙원에 의해 만들어진 노래 "Criminology", 그의 데뷔 앨범인 Only Built 4 Cuban Linx...에서 몬타나와 소사의 대화는 소사가 몬타나를 "빌어먹을 작은 원숭이"라고 부르는 것으로 시작된다. 래퍼 치프 키프(Chief Keef)는 소사(Sosa)라는 별명으로 통하며, 다섯 번째 아이의 이름을 "스노(Sno)"라고 지었다. 소사가 지시한 몬타나 살인사건은 콤플렉스가 선정한 '영화 암살 톱 50'에 1위로 이름을 올렸다. 사우스 파크 에피소드 "메디시날 프라이드 치킨"에서 샌더스 대령의 캐릭터는 소사와 비슷하다.

## 같이 보기 (영문)
- Bogue, Ronald (Winter 1993). “De Palma's Postmodern" Scarface" and the Simulacrum of Class”. 《Criticism》 (Detroit, Michigan: Wayne State University Press) 35 (1): 115–129. JSTOR 23113595.
- Hodgson, David S. J.; Mylonas, Eric (2006). 《Scarface: The World is Yours : Prima Official Game Guide》. Prima Games. ISBN 978-0-7615-5050-1.
- Labombarda, Arnaud (2010). 《Scarface, ou le fantasme du paradis》 [Scarface, or the fantasy of paradise] (프랑스어). Editions L'Harmattan. ISBN 978-2-296-22424-7.
- McAvennie, Michael (2007). 《Say Hello to My Little Friend!: The Quotable Scarface (TM)》. Simon and Schuster. ISBN 978-1-4165-6846-9.
- Pape, Alexander Christian (2010). 《Drogen in den Filmen "Scarface" und "Maria, llena eres de gracia": Mediale Darstellung, Problemvermittlung und gesellschaftliche Hintergründe》 [Drugs in the films "Scarface" and "Maria, llena eres de gracia": multimedia presentation, problem mediation and social backgrounds] (독일어). GRIN Verlag. ISBN 978-3-640-75514-1.
- Stevenson, Damian (2015). 《Scarface: The Ultimate Guide》. Lulu.com. ISBN 978-1-329-30523-6.
- Tucker, Ken (2008). 《Scarface Nation: The Ultimate Gangster Movie and How It Changed America》. St. Martin's Press. ISBN 978-1-4299-9329-6.
- Wilczynski, Stefan (2010). 《Subtexte in erfolgreichen Spielfilmen – am Beispiel des Films Scarface》 [Subtexts in successful feature films – using the example of the film Scarface] (독일어). GRIN Verlag. ISBN 978-3-640-66386-6.